# Lago Segara Anak
El lago Segara Anak es un lago de cráter en la caldera que se formó durante la erupción volcánica explosiva del Monte Samalas en 1257 d. C. La caldera está al lado del Monte Rinjani en la isla de Lombok en Indonesia. "Segara Anak" significa "hijo del mar" y se refiere al parecido del lago azul con el mar. El cono volcánico Gunung Baru Jari se encuentra en el extremo occidental del lago y es responsable de su forma de media luna. La temperatura del lago es de 20-22 °C (68-72 °F), que es 5-7 °C (9-13 °F) más alta de lo normal para un lago en su altitud. El magma caliente debajo del lago es responsable de esta anomalía. Las burbujas de gas escapan del fondo del lago, ayudando al lago a tener un pH de 7-8.

La superficie del Segara Anak está a 2004 metros (6.575 pies) sobre el nivel medio del mar (AMSL) y es el segundo lago de caldera más alto de Indonesia con un volcán activo. El pico de Gunung Baru Jari tiene 2.376 metros (7.795 pies) AMSL. El lago cubre 450 kilómetros cuadrados (170 millas cuadradas), con dimensiones de 7,5 por 6,0 kilómetros (4,7 por 3,7 millas), y tiene una profundidad máxima de 230 metros (750 pies)

El Segara Anak en una vista panorámica

## Monte Samalas
La altura del monte Samalas antes de su erupción de 1257 era de 4.200 metros (13.800 pies). Según un estudio de 2013, la erupción destruyó la montaña al expulsar unos 42 km³ de roca a la atmósfera. La erupción ha sido una de las más grandes durante los últimos miles de años, con un probable índice de explosividad volcánica de 7. La erupción puede haber sido la causa de un clima anómalo durante algunos años y puede haber sido incluso un factor desencadenante de la Pequeña Edad de Hielo.